# Pique macho
Le pique macho est un mets typique de Bolivie. Il consiste en des morceaux de viande de bœuf accompagnés de patates frites, auxquels sont ajoutés des oignons, du locoto et des œufs durs, en plus de moutarde, de mayonnaise et de ketchup comme condiments.
Les portions les plus petites sont appelées pique, alors que le pique macho constitue une grande portion, normalement piquante en raison du locoto.
Les créateurs de ce repas sont Evangelina Rojas Vargas et Honorato Quiñones Andia du restaurant El Prado à Cochabamba. Une histoire raconte que, durant les années 1970, quelques clients réguliers de ce restaurant ont demandé à Evangelina de leur préparer une nouvelle assiette. Un des convives aurait affirmé, en raison du piquant de l'assiette, que « ceci est un repas pour les hommes », ce qui contribua dès lors à l'attrait de l'assiette, dont plusieurs voulaient vérifier à quel point il était piquant.